# Dream Catcher
『Dream Catcher』（ドリーム・キャッチャー）は2015年1月14日に発売された浜田省吾の通算3枚目のEP盤（ミニアルバム）。

## 背景
2005年7月6日発売17枚目のアルバム『My First Love』以来、約10年ぶりとなる書き下ろし新曲「夢のつづき」を収録した全6曲入りのEP盤（ミニアルバム）で、1987年にリリースされた『CLUB SURFBOUND』以来28年ぶりとなる。
ライナーノーツは、大森寿美男が寄稿している。

## 音楽性
リードトラックである「夢のつづき」は、東映映画『アゲイン 28年目の甲子園』主題歌に起用され、浜田初の映画主題歌となった。

## リリース
2015年1月14日にSME Recordsのレーベルであるクリアウォーターから、限定1万枚の7インチ紙ジャケット仕様の完全生産限定盤と通常盤の2形態でリリースされた。
2021年6月23日に、『SHOGO HAMADA 45th Anniversary "DISCOGRAPHY COLLECTION"』シリーズとして再発された。

## チャート成績
2015年1月26日付のオリコン週間シングルランキングで2位にランクインした。
オリコン2015年上半期ランキング発表時点で、推定で57,446枚の売上げを記録した。

## 収録曲
| #         | タイトル                              | 作詞      | 作曲      | サウンドプロデュース | 時間  |
| --------- | ------------------------------------- | --------- | --------- | -------------------- | ----- |
| 1.        | 「Prelude to “Dream Catcher”」        |           | 浜田省吾  | 星勝                 | 0:58  |
| 2.        | 「夢のつづき」                        | 浜田省吾  | 浜田省吾  | 浜田省吾 & 水谷公生  | 4:00  |
| 3.        | 「光と影の季節」(2015 Version)        | 浜田省吾  | 浜田省吾  | 浜田省吾 & 星勝      | 4:48  |
| 4.        | 「I am a father」(2015 Version)       | 浜田省吾  | 浜田省吾  | 浜田省吾 & 星勝      | 4:58  |
| 5.        | 「BASEBALL KID'S ROCK」(2015 Version) | 浜田省吾  | 浜田省吾  | 浜田省吾 & 星勝      | 4:15  |
| 6.        | 「君が人生の時…」(2015 Version)       | 浜田省吾  | 浜田省吾  | 星勝                 | 6:58  |
| 合計時間: | 合計時間:                             | 合計時間: | 合計時間: | 合計時間:            | 25:57 |

## 参加ミュージシャン
| Prelude to “Dream Catcher” - Sound Produce：星勝 - Strings：今野均Strings - Flute：高桑英世 & 森川三千代 - Oboe：庄司知史 & 森明子 夢のつづき - Sound Produce：浜田省吾 & 水谷公生 - Basic Track Programming：水谷公生 - Bass：美久月千晴 - Guitar：石成真人 - English Horn：友佳 - Backing Chorus：浜田省吾 光と影の季節 (2015 Version) - Sound Produce：浜田省吾 & 星勝 - Drums：小田原豊 - Bass：美久月千晴 - Guitar：長田進 - Keyboard：福田裕彦 - Backing Chorus：町支寛二 | I am a Father (2015 Version) - Sound Produce：浜田省吾 & 星勝 - Drums：小田原豊 - Bass：美久月千晴 - Guitar：長田進 - Keyboard：福田裕彦 & 河内肇 - Backing Chorus：町支寛二 BASEBALL KID'S ROCK (2015 Version) - Sound Produce：浜田省吾 & 星勝 - Drums：小田原豊 - Bass：美久月千晴 - Guitar：長田進 - Keyboard：小島良喜 - Saxophone：古村敏比古 - Trumpet：佐々木史郎 - Trombone：清岡太郎 - Backing Chorus：町支寛二 君が人生の時… (2015 Version) - Sound Produce：星勝 - Drums：小田原豊 - Bass：美久月千晴 - Guitar：長田進 - Keyboard：小島良喜 - Strings：今野均Strings - Trumpet：エリック宮城 & 高荒快 - Trombone：村田雄一 & 鹿討奏 - Bass Trombone：村田雄一 - Flute：高桑英世 & 森川三千代 - Oboe：庄司知史 & 森明子 - Clarinet：山根公夫 & 黒尾文恵 - Fagott：前田信吉 & 前田雅史 - Backing Chorus：町支寛二 |